# Cyathura truncata
Cyathura truncata is een pissebed uit de familie Anthuridae. De wetenschappelijke naam van de soort is voor het eerst geldig gepubliceerd in 1965 door Dang.